# Planota kamnitih kozarcev
Planota kamnitih kozarcev (laoško ທົ່ງໄຫຫິນ Thong Hai Hin, [tʰōŋ hǎj hǐn]) je megalitska arheološka pokrajina v Laosu. Sestavljena je iz tisočev kamnitih kozarcev, raztresenih po gorskih planotah in nižjem vznožju centralne planote Xiangkhoang. Kozarci so razporejeni v grozde v razponu števila od enega do nekaj sto.
Planota Xiangkhoang je na severnem koncu Anna,itskega gorovja, glavne gorske verige Indokitajskega polotoka. Francoska raziskovalka Madeleine Colani je leta 1930 ugotovila, da so kozarci povezani s pogrebnimi praksami. Izkopavanja laoških in japonskih arheologov v vmesnih letih so podprla to razlago z odkritjem človeških ostankov, grobnih pridatkov in keramike okoli kozarcev. Raziskovalci (z uporabo optično stimulirane luminiscence) so ugotovili, da so bili kozarci postavljeni že med letoma 1240 in 660 pred našim štetjem. Za kozarce na najdišču I (z uporabo geokronologije detritalnega cirkona) je bilo ugotovljeno, da so bili prepeljani na trenutno lokacijo iz domnevnega kamnoloma, ki je bil oddaljen osem kilometrov. Planota kozarcev je eno najpomembnejših prazgodovinskih najdišč v jugovzhodni Aziji.

## Najdišče kozarcev
V provinci Xiangkhouang je bilo identificiranih več kot 90 najdišč kozarcev. Vsako najdišče ima od enega do 400 kamnitih kozarcev. Kozarci se razlikujejo po višini in premeru med 1 m in 3 m in so vsi izklesani iz skale. Njihova oblika je valjasta, pri čemer je dno vedno širše od vrha. Kamniti kozarci so neokrašeni, z izjemo enega samega kozarca na najdišču I. Ta kozarec ima na zunanjosti vklesan relief človeškega »žabjega moža«. Potegnjene so bile vzporednice med »žabjim človekom« in skalno poslikavo v Huashanu v mestu Guangši na Kitajskem. Kitajske podobe, ki prikazujejo velike podobe ljudi z dvignjenimi rokami in upognjenimi koleni, ki so na sprednji strani, segajo v obdobje 500 pr. n. št.–200 n. št.
Ker ima večina kozarcev ustne robove, se domneva, da so imeli kozarci prvotno pokrove, čeprav so našli le malo kamnitih pokrovov; to nakazuje, da je bila večina pokrovov izdelanih iz pokvarljivih materialov. Kamnite pokrove z živalskimi rezbarijami so našli na nekaj najdiščih, kot je Ban Phakeo (najdišče 52). Nizki reliefi naj bi upodabljali opice, tigre in žabe.
Najdeni so bili tudi kamniti diski. Diski, ki se razlikujejo od pokrovov, imajo vsaj eno ravno stran in so nagrobna znamenja, ki so bila postavljena na površino, da bi pokrila ali označila grobno jamo. Ta nagrobna znamenja se pojavljajo redkeje kot kozarci, vendar jih najdemo v neposredni bližini. Prav tako so neobdelana kamnita nagrobna znamenja, ki pa so namerno postavljena za označevanje groba. Severno od Xiangkhouanga je obsežna mreža namerno postavljenih večinoma neobdelanih kamnov, ki označujejo dovršene grobne jame in komore, znani kot »stoječi kamni Huaphanha«. Ti so datirani v bronasto dobo.
Kozarci ležijo v skupinah na nižjem vznožju in grebenih hribov, ki obdajajo osrednjo planoto in doline. Zabeleženih je bilo več kamnolomov, običajno blizu nahajališč kozarcev. Identificiranih je pet vrst kamnin: peščenjak, granit, konglomerat, apnenec in [[breča]g. Večina kozarcev je iz peščenjaka. Domneva se, da so ljudje planote uporabljali železna dleta za izdelavo kozarcev, čeprav prepričljivih dokazov za to ni. Opažene so regionalne razlike v obliki kozarcev. Medtem ko je razlike v večini primerov mogoče pripisati izbiri in manipulaciji vira kamnine, se zdi, da so nekatere razlike v obliki (kot so razlike v postavitvi odprtin kozarcev) edinstvene za določena mesta.
Jama na najdišču I je naravna apnenčasta tvorba z odprtino na severozahodu in dvema umetnima luknjama na vrhu. Te luknje naj bi bile dimniki za krematorij. Francoska geologinja in amaterska arheologinja Madeleine Colani je v zgodnjih 1930-ih izkopavala v jami in našla material, ki podpira teorijo o krematoriju. Colanijeva je prav tako beležila in izkopavala še na dvanajstih lokacijah in objavila dva zvezka s svojimi ugotovitvami leta 1935. Colanijeva je zaključila, da je Planota kamnitih kozarcev grobišče iz železne dobe. V kozarcih, ki jih je našla, so bile, vdelane v črno organsko prst, barvne steklene kroglice ter ožgani zobje in delci kosti, včasih več kot enega posameznika. Okoli kamnitih vrčev je našla človeške kosti, drobce lončenine, železne in bronaste predmete, steklene in kamnite perle, keramične uteži in oglje. Kost in zobje v kozarcih kažejo znake sežiganja, medtem ko grobovi, ki obkrožajo kozarce, odkrijejo nezgorele sekundarne grobne kosti.
Nadaljnje arheološke raziskave niso bile opravljene do novembra 1994, ko sta profesor Eiji Nitta z univerze v Kagošimi in laoški arheolog Thongsa Sayavongkhamdy raziskala in kartirala najdišče I. Nitta je trdil, da so bile grobne jame v okolici sočasne kozarcem, saj so bile vrezane v površino, na kateri so bili postavljeni kozarci. Nitta je verjel, da so kozarci simbolični spomeniki, ki označujejo okoliške pokope. Nivo kozarcev je datiral v pozno drugo ali zgodnje prvo tisočletje pred našim štetjem na podlagi pogrebne žare in pripadajočih grobnih pridatkov. Sayavongkhamdy je med letoma 1994 in 1996 izvajal raziskave in izkopavanja, ki jih je podpirala Avstralska nacionalna univerza. Sayavongkhamdy in Peter Bellwood sta razlagala kamnite kozarce kot primarni ali sekundarni pokop osrednje osebe, obdan s sekundarnimi pokopi družinskih članov. Arheološki podatki, zbrani med operacijami odstranjevanja bomb, ki jih je nadzorovala Unescova arheologinja Julie Van Den Bergh v letih 2004–2005 in ponovno leta 2007, so dali podobne arheološke rezultate. Tako kot Nitta je tudi Van Den Bergh zaključil, da so bili kozarci in okoliški pokopi sočasni.
Izkazalo se je, da je razlike v praksah upepeljevanja v kozarcih in sekundarnega pokopa zunaj kozarcev, kot ugotavlja Colanijeva, težko razložiti. Zdi se, da kremirani ostanki v glavnem pripadajo mladostnikom. Medtem ko operacije odstranjevanja bomb niso vključevale praznjenja kozarcev in zato ni bilo mogoče zbrati dodatnih dokazov, je Van Den Bergh predlagal, da so bili kamniti kozarci sprva morda uporabljeni za destilacijo trupel in da kremirani ostanki v kozarcih predstavljajo najnovejše faza v ravnini kozarcev. Kozarci z manjšimi odprtinami morda odražajo vse manjšo potrebo po postavitvi celotnega telesa.
R. Engelhardt in P. Rogers sta leta 2001 predlagala, da so kozarci, tako kot v tradicionalnih kraljevih mrliških praksah jugovzhodne Azije, delovali kot »posode za destilacijo«. V sodobnih pogrebnih praksah, ki jim sledijo tajske, kamboške in laoške kraljevine, truplo pokojnika se položijo v žaro v zgodnjih fazah pogrebnih obredov, v tem času pa se verjame, da se duša pokojnika postopoma spreminja iz zemeljskega v duhovni svet. Ritualni razgradnji kasneje sledita upepelitev in sekundarni pokop.
Kraljevi pokopi so čez vodotoke od bivalnih območij na geografsko visokem, vidnem območju. Med temnopoltimi Tajci, ki so bili v regiji vsaj od 11. stoletja, so višji sloji kremirani v prepričanju, da bodo tako spustili njihove duše v nebesa, medtem ko so navadni ljudje pokopani, njihove duše pa ostanejo na Zemlji.
Colanijeva je lokacijo najdišč kozarcev povezala s starodavnimi trgovskimi potmi, zlasti s trgovino s soljo. Domnevala je, da je bila sol blago, ki ga iščejo ljudje iz Planote kozarcev, ki so pripeljali trgovce na planoto Xiangkhouang. Območje Xiangkhouang je bogato s kovinskimi minerali, predvsem zaradi vdorov granita in s tem povezane hidrotermalne dejavnosti.
V Laosu obstajata dve glavni nahajališči železove rude, obe v Xiangkhouangu. Prisotnost in lokacije številnih najdišč kozarcev v Xiangkhouangu so lahko povezane s trgovanjem in rudarskimi dejavnostmi. Zgodovina je pokazala, da Xiangkhouang na severnem koncu Annamitskega gorovja omogoča razmeroma enostaven prehod s severa in vzhoda na jug in zahod.
Znotraj geografskega okolja Xiangkhouanga lahko najdišča kozarcev odražajo mrežo medkulturnih vasi, pri čemer so lokacije kozarcev povezane z dolgimi kopenskimi potmi, ki povezujejo porečje Mekonga in sistem Tonkinškega zaliva. Najdišča kozarcev kažejo površinske regionalne razlike, kot so oblika kozarcev, material in število kozarcev na najdišču, vendar imajo vsa skupne značilnosti okolja, kot so pogrebne prakse, dvignjene lokacije in čudovit razgled na okolico.
Najbolj raziskano in obiskano najdišče je blizu mesta Phonsavan in je znano kot Najdišče I. Sedem najdišč je zdaj očiščenih neeksplodiranih bomb in so odprte za obiskovalce. To so trenutno najdišča 1, 2 in 3 ter območje 16 v bližini stare prestolnice Xieng Khouang; najdišče 23, blizu velikega vročega izvira v Muang Khamu; najdšče 25 v večinoma neobiskanem okrožju Phou Kout; in najdišče 52, največje znano najdišče kozarcev 

## Legende in lokalna  zgodovina
Laoške legende pripovedujejo o rasi velikanov, ki so naseljevali to območje in jim je vladal kralj po imenu Khun Cheung, ki se je bojeval v dolgi in na koncu zmagoviti bitki proti sovražniku. Domnevno je ustvaril kozarce za varjenje in shranjevanje ogromnih količin lau haija (lau pomeni »alkohol«, hai pomeni »kozarec« – torej lau hai pomeni »riževo pivo« ali »riževo vino« v kozarcih), da bi proslavil svojo zmago. Druga lokalna zgodba pravi, da so bili kozarci oblikovani iz naravnih materialov, vključno z glino, peskom, sladkorjem in živalskimi proizvodi v vrsti mešanice kamna. Zaradi tega so domačini verjeli, da je jama na najdišču I dejansko peč in da so bili kozarci tam žgani in dejansko niso izklesani iz kamna.

## Danes
Med majem 1964 in poletjem 1969 je Planoto kamnitih kozarcev močno bombardirala ameriška zračna sila (USAF) (glej Laoška državljanska vojna), ki je delovala proti severnovietnamskim in komunističnim silam Pathet Lao. To je vključevalo 262 milijonov protipehotnih kasetnih bomb. Ocenjuje se, da jih 80 milijonov ni eksplodiralo in ostajajo smrtonosna grožnja prebivalstvu.
Velika količina neeksplodiranih bomb na tem območju, zlasti kasetnega streliva, omejuje prosto gibanje. Dokaze o bombnih napadih lahko vidimo v obliki zlomljenih ali premaknjenih kozarcev in kraterjev bomb. Ogledi po Planoti kozarcev so varni le po očiščenih in označenih poteh.
Mines Advisory Group, nevladna organizacija, je v sodelovanju z Unescom in financirana s strani novozelandske vlade (NZAID) odstranila neeksplodirane bombe s treh najbolj obiskanih lokacij od julija 2004 do julija 2005. Leta 2007 je bila izvedena druga faza odstranjevanja bomb na lokacijah, ki jo je prav tako financiral NZAID; še štiri najdišča za kozarce so bila varna.
Dne 6. julija 2019 je bila Planota kamnitih kozarcev vpisana na Unescov seznam svetovne dediščine.